# Zejnullah Rrahmani
Zejnullah Rrahmani (ur. 15 stycznia 1952 we wsi Ballofc k. Podujeva) – jugosłowiański oraz kosowski pisarz i literaturoznawca, członek Akademii Nauk i Sztuk Kosowa.

## Życiorys
Po ukończeniu gimnazjum w Podujevie studiował na Wydziale Języka i Literatury Albańskiej na Uniwersytecie w Prisztinie. Po studiach przez cztery lata pracował w albańskojęzycznym czasopiśmie Fjala, współpracował także z czasopismem Rilindja. Od 1977 wykładowca teorii literatury na Uniwersytecie w Prisztinie. Był założycielem i pierwszym redaktorem naczelnym czasopisma naukowego Filologjia.
W grudniu 1985 obronił pracę doktorską z literatury albańskiej. W latach 1992–1996 pełnił funkcję dziekana wydziału filologicznego UwP. Od roku 1996 zasiadał w gronie doradców Ibrahima Rugovy, zajmując się kwestiami edukacji. Od 2012 członek Akademii Nauk i Sztuk Kosowa.
Od 1970 członek Stowarzyszenia Pisarzy Kosowa. Jego dorobek twórczy obejmuje powieści, opowiadania i tomik poezji. Opublikował 15 książek z zakresu teorii i historii literatury, a także podręcznik teorii literatury do szkół średnich.

## Twórczość

### Powieści
- 1974: Zanoret e humbura
- 1977: E Bukura e Dheut
- 1977: Sheshi i Unazës
- 1992: Udhëtimi arbdhetar
- 2000: Romani për Kosovën
- 2000: Jusufi
- 2006: 99 rruzaret prej smaragdi
- 2013: Pesë vakte
- 2021: Djemtë e Ballofcit

### Opowiadania
- 1977: Udhëtimi i një pik-uji
- 1994: Secili e citonte Biblën : tregime-roman
- 2008: Tregimet e Ballofcit, tregime e novela
- 2019: O njeri!: (tregime të zgjedhura)

## Poezja
- 1995: Mjeshtri i vetmisë : 1975-1992

### Prace naukowe
- 1986: Nga teoria e letërsisë shqipe
- 1986: Historia e letërsisë botërore
- 2001: Arti i poezise
- 2002: Letërsia e mesjetës: (teoritë letrare)
- 2002: Malësorja e Nazmi Rrahmanit ose Arti i interpretimit
- 2003: Leximi dhe shkrimi
- 2005: Teoritë letrare moderne
- 2008: Letërsi klasike greke
- 2008: Teoria e letërsisë
- 2013: Studimet e Eqrem Çabejt për letërsinë